# Игбо-хайлайф
Игбо-хайлайф (англ. Igbo highlife) — музыкальный жанр, сочетающий хайлайф с традиционной музыкой игбо, который появился в 1950-х, в юго-восточном регионе Нигерии. Основа жанра — гитарное звучание, которое изредка смешивается с духовыми и вокальными партиями. Лирика исполняется в основном на игбо, со случайными вкраплениями пиджина. Одним из наиболее влиятельных исполнителей является Chief Stephen Osita Osadebe, чья карьера охватывает более 40 лет. Его дискография включает многочисленные хиты, в том числе песню "Osondi Owendi" 1984 года, благодаря которой он получил известность на мировой сцене, как первопроходец жанра игбо-хайлайф.
Певец-гитарист Oliver De Coque считается «одним из главных представителей и новаторов современной популярной музыки игбо». Он известен в качестве популяризатора жанра игбо-хайлайф, с влиянием конголезского гитарного стиля. Его наиболее известные хиты "Biri Ka Mbiri", "Ana Enwe Obodo Enwe", "Nnukwu Mmanwu" и "Identity" приобрели успех в течение 1980-х. К прочим ранним исполнителям, сделавшим значительный вклад в развитие игбо-хайлайф, относятся Bright Chimezie, Sir Warrior, Celestine Ukwu, Nico Mbarga, Oriental Brothers, Ikem Mazeli.

## 21 век

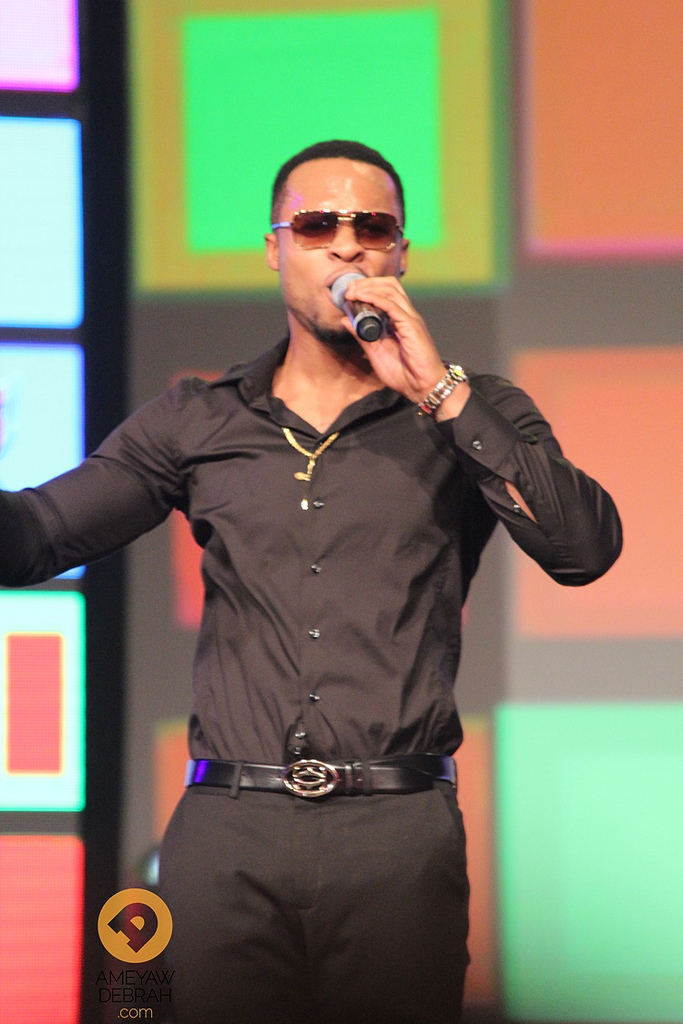
Flavour N'abania во время исполнения

Такие исполнители, как Flavour N'abania, J Martins, Bracket и Wizboyy, получили успех и признание благодаря расширению музыкальных границ и включению широкого диапазона влияний, и не только западноафриканского происхождения. Наглядным примером является второй альбом Uplifted (2010) певца Flavour N'abania, который, в отличие от дебютного альбома, характеризуется влиянием таких жанров, как хип-хоп, ритм-н-блюз, техно, регги, дэнсхолл и калипсо. Uplifted получил коммерческий успех по всему миру, а Flavour N'abania стал широко востребованным исполнителем в Африке.
С ростом популярности игбо-хайлайф, появилось много MC, экспериментирующих с данным жанром. Среди них исполнители игбо-рэпа, с сильным влиянием хайлайф: Mr Raw, Slow Dogg, MC Loph и 2Shotz. Дебютный альбом No Guts No Glory (2014) игбо-рэпера Phyno, в записи которого принял участие Flavour N'abania, получил положительные отзывы. В результате чего, No Guts No Glory был номинирован в категории «лучший рэп-альбом» награды City People Entertainment Awards.